# Normandie juin 44
Normandie juin 44 est une série de bande dessinée relatant l’opération Overlord en Normandie le 6 juin 1944 (D Day).
Cette série est prévue en 5 tomes ; le premier est sorti le 22 décembre 2008 aux éditions Vagabondages.

## Auteurs
- Scénario : Jean Blaise Djian, Jérôme Félix (coscénario T.1), Vincent Hautin (coscénario T.2), Erik Leplanquais (coscénario T.3), Isabelle Bournier (coscénario T.4)
- Dessin : Alain Paillou (T.1 et 2), TieKo (T.3), Bruno Marivain (T.4)
- Couleurs : Catherine Moreau

## Synopsis
Chaque tome raconte une fiction inspirée des faits qui se sont déroulés sur une des cinq plages du débarquement allié : Utah Beach, Omaha Beach, Gold Beach, Juno Beach, Sword Beach ; et chacun se termine par un dossier historique sur le secteur en question, écrit par Isabelle Bournier et Marc Pottier.

## Albums
1. Omaha Beach / Pointe du Hoc (décembre 2008,  (ISBN 978-2-918-14300-0))
2. Utah Beach / Carentan (mai 2010,  (ISBN 978-2-918-14305-5))
3. Gold Beach / Arromanches (mai 2011,  (ISBN 978-2-918-14309-3))
4. Sword Beach / Caen (avril 2012,  (ISBN 978-2-918-14314-7))
5. Juno Beach / Dieppe (avril 2013,  (ISBN 978-2-918143-16-1))

## Autour de la série
Le prétexte de cette série est d'abord historique, et les personnages de fiction sont avant tout inspirés de personnages ayant existé[réf. nécessaire]. Cette série est traduite en anglais.

## Éditeur
- Vagabondages : tomes 1 à 4 (première édition des tomes 1 à 4)